# Râul Agriș, Crișul Alb
Râul Agriș este un curs de apă, afluent al râului Cigher. 